# Маркс, Ричард
Ри́чард Ноэ́л Маркс (англ. Richard Noel Marx, род. 16 сентября 1963 года) — американский певец, автор-исполнитель и продюсер, работающий преимущественно в жанрах поп-рок и adult contemporary. Наиболее известен своими проникновенными романтическими балладами.

## Биография
Родился 16 сентября 1963 года в Чикаго, штат Иллинойс, в семье Рут (урож. англ. Guildoo) и Дика Марксов. Мать — бывшая певица, отец — джазовый музыкант, основатель джингл-компании в начале 60-х.
В середине 1980-х Маркса можно было услышать на подпевках в концертах таких популярных исполнителей, как Мадонна и Уитни Хьюстон. Он подпевал Лайонелу Ричи при записи его суперхита «All Night Long» (1984). Тогда же начал писать собственные песни, которые поначалу исполняли группа Chicago и «король любовной песни» Кенни Роджерс.
В 1987 году, наконец, вышел дебютный альбом Маркса. Он сделал начинающего певца суперзвездой и в скором времени три его композиции — «Hold On to the Nights», «Satisfied» и «Right Here Waiting» — оказались на вершине Billboard Hot 100 — официального хит-парада США.
На протяжении 1990-х публика постепенно остывала к сольным работам Маркса, который вновь стал писать песни для других, более популярных исполнителей. Так, например, он написал и спродюсировал для Сары Брайтман композицию «The Last Words You Said», которую он спел с Сарой дуэтом (1999), а также написал музыку к «To Where You Are» для Джоша Гробана (2000).
На 46-й церемонии вручения премий «Грэмми» (2004) Маркс был награждён в одной из самых престижных номинаций — «песня года» — за написанную для покойного Лютера Вандросса песню «Dance with My Father».

## Личная жизнь
Первая жена — певица, актриса и танцовщица Синтия Родес. Ричард и Синтия поженились 8 января 1989 года. В браке у пары родились три сына: Брэндон (1990), Лукас (1992) и Джесси (1994). Семья проживала в штате Иллинойс, в городке Лейк Блафф возле Чикаго. 4 апреля 2014 года, после 25 лет брака, супруги объявили о разводе.
Вторая жена — телеведущая и модель Дейзи Фуэнтес. Ричард и Дейзи поженились 23 декабря 2015 года.

## Дискография
- 1987 — Richard Marx
- 1989 — Repeat Offender
- 1991 — Rush Street
- 1994 — Paid Vacation
- 1997 — Flesh and Bone
- 2000 — Days in Avalon
- 2004 — My Own Best Enemy
- 2008 — Emotional Remains
- 2008 — Sundown
- 2012 — Christmas Spirit
- 2014 — Beautiful Goodbye
- 2020 — LIMITLESS
- 2022 — Songwriter

## Фильмография
| Год  |     | Русское название | Оригинальное название                      | Роль                           |
| ---- | --- | ---------------- | ------------------------------------------ | ------------------------------ |
| 1980 | ф   |                  | Coach of the Year                          | Камео                          |
| 2008 | док |                  | Ringo Starr & His All Starr Band Live 2006 | Камео                          |
| 2010 | с   |                  | Tim and Eric Awesome Show, Great Job!      | Камео, эпизод "Greene Machine" |
| 2011 | док |                  | Stories to Tell                            | Камео                          |
| 2012 | док |                  | A Night Out with Friends                   | Камео                          |
| 2014 | ф   |                  | Back in the Day                            | Сосед                          |
| 2017 | с   |                  | Life in pieces                             | камео, эпизод 22               |